# Клайв Удуърд
Сър Клайв Роналд Удуърд (на английски: Clive Ronald Woodward, роден на 6 януари 1956 г.), е бивш треньор на английския национален отбор по ръгби, извел Англия до световната титла през 2003 г. и настоящ треньор на отбора „Британските и ирландските лъвове“.
Удуърд е роден в Илай в Кеймбриджшър. Той е син на пилот от Кралските военновъздушни сили. Изпратен е на учебния кораб „Конуей“, тъй като баща му не одобрява неговата амбиция да играе професионален футбол.
Първият му клуб е „Арлекинс“ но той напуска, за да отиде в Loughborough University, където получава бакалавърска степен по изкуства в спортните науки. След това той играе като център за „Лестър“, от 1979 до 1985 г. Прави дебют на Англия срещу Ирландия на 19 януари 1980 г. като резерва и изиграва в кариерата си 21 мача за страната си, като играе последния си мач на 17 март 1984 г. срещу Уелс. Член на турнетата на „Британските лъвове“ през 1980 г. в Южна Африка и през 1983 г. в Нова Зеландия.